# 秋の絵柄付郵便葉書
秋の絵柄付郵便葉書（あきのえがらつきゆうびんはがき）または、秋のおたより郵便はがき（あきのおたよりゆうびんはがき）、とは、1987年（昭和62年）から2002年（平成14年）まで、毎年2月に当時の郵政省、郵政事業庁から発売された郵便葉書。愛称は「もみじめーる」。

## 概要
1987年（昭和62年）2月に発売された、春の絵柄付郵便葉書「さくらめーる」に続き、同年8月に発売。
発売当初は、「もみじめーる」より先に発売されたお年玉付郵便はがき（毎年11月1日発売）や夏のおたより郵便葉書「かもめ〜る」（毎年6月発売、2020年をもって終了）と同様、くじ付きで販売されていた。
しかし、1992年（平成4年）から、「さくらめーる」（毎年2月発売）とともに、くじなしでの販売となった。
2001年（平成13年）1月6日に郵政省が解体し総務省の外局である郵政事業庁となり、その後の郵政民営化へと続く流れ、また電子メールの普及の波を受け、「さくらめーる」とともに2002年（平成14年）をもって販売を終了。発売から15年での販売終了となった。